# The High Llamas
The High Llamas es un grupo inglés de música rock, liderado por el cantante y guitarrista Sean O'Hagan (exintegrante de Microdisney y Stereolab). El estilo del grupo ha sido comparado por los críticos con el pop de The Beach Boys, en especial debido a su producción detallada, sus armonías, su sonido melódico y su uso de teclado y orquestación. Otras influencias importantes del grupo incluyen a Burt Bacharach, y música brasilera como la tropicalia y la samba.
Los integrantes originales del grupo eran O'Hagan, Jon Fell, Rob Allum, Anita Visser y Marcus Holdaway. Más tarde se unió Dominic Murcott, y en algunas ocasiones el grupo contó con la colaboración de Andrew Ramsay, Mary Hansen y Laetitia Sadier, de Stereolab. Pete Aves se sumó al grupo en el año 2003.

## Discografía

### Álbumes
- Santa Barbara (V2, 1992)
- Gideon Gaye (V2, 1994)
- Hawaii (V2, 1996)
- Cold and Bouncy (V2, 1998)
- Snowbug (V2, 1999)
- Buzzle Bee (Drag City, 2000)
- Beet, Maize & Corn (Drag City, 2003)
- Can Cladders (Drag City, 2007)
- Talahomi Way (Drag City, 2011)

### Recopilaciones
- Retrospective, Rarities and Instrumentals (V2, 2003)

### Singles yEP
- Apricots (Plastic Records, 1991)
- Checking In, Checking Out (Alpaca, 1992)
- The Sun Beats Down (V2/Alpaca, 1994)
- Lollo Rosso (remixes, V2, 1998)
- Nomads (Alpaca/Sony, 1998)
- Homespin Rerun (V2, 1999)
- Space Raid (remix, V2, 1999)
- Cookie Bay/Harmonium (V2)